# What Is Love (bài hát của EXO)
"What Is Love" là một bài hát của nhóm nhạc nam Hàn-Trung Quốc EXO, nằm trong đĩa nhạc đầu tay của nhóm, MAMA (2012). Với hai phiên bản tiếng Hàn và tiếng Trung, bài hát được S.M. Entertainment phát hành trực tuyến vào ngày 30 tháng 1 năm 2012..

## Phát hành và quảng bá
"What Is Love" được viết lời bởi Yoo Young-jin (phiên bản tiếng Hàn) và Han Kilin (phiên bản tiếng Trung) và do Teddy Riley, Yoo Young-jin, DOM và Richard Garcia sản xuất. Phiên bản tiếng Hàn do D.O. và Baekhyun của EXO-K thể hiện còn phiên bản tiếng Trung do Chen và Luhan của EXO-M thể hiện. Hai video âm nhạc của bài hát được đăng tải lên YouTube vào ngày 30 tháng 1 năm 2012, cùng ngày bài hát được phát hành trên iTunes cũng như các trang web âm nhạc của Hàn Quốc và Trung Quốc.
D.O. và Baekhyun biểu diễn phiên bản tiếng Hàn của "What Is Love" lần đầu tiên trong showcase của nhóm tại Seoul, Hàn Quốc vào ngày 31 tháng 3 năm 2012. Sau đó Chen và Luhan biểu diễn phiên bản tiếng Trung trong showcase tại Bắc Kinh, Trung Quốc vào ngày 1 tháng 4 năm 2012.

## Video âm nhạc
Hai video âm nhạc của "What Is Love" được đăng tải lên YouTube vào ngày 30 tháng 1 năm 2012 trên kênh chính thức của SM Entertainment. Cả hai đều có sự xuất hiện của tất cả các thành viên.

## Bảng xếp hạng
| Bảng xếp hạng                  | Thứ hạng cao nhất |
| ------------------------------ | ----------------- |
| China (Sina New Singles Chart) | 4                 |
| Gaon Singles chart             | 110               |
| Gaon Local Singles chart       | 102               |
| Gaon Streaming Singles chart   | 118               |
| Gaon Download Singles chart    | 95                |